# Verkeersvliegtuig
Een verkeersvliegtuig is een vliegtuig dat voor de burgerluchtvaart gebruikt wordt.
Verkeersvliegtuigen kunnen in de volgende categorieën verdeeld worden:
- Passagiersvliegtuigen, die voor het vervoer van passagiers en hun bagage gebruikt worden. Overigens wordt er vaak, als er ruimte in het ruim onder in het vliegtuig beschikbaar is, ook luchtvracht of post vervoerd.
- Vrachtvliegtuigen, die alleen voor het vervoer van vracht gebruikt worden.
- Combi-vliegtuigen, waarbij een deel van het vliegtuig voor passagiers gebruikt wordt (meestal het voorste deel), en een deel voor het vervoer van vracht.